# Твердислав (новгородський посадник)
Твердислав — новгородський посадник. Належав до одного з тих новгородських боярських родів, які в XII–XIII століттях монополізували в своїх руках посаду посадників. Очільник партії прушан з Прусської вулиці Людиного кінця.
Батько Твердислава, Михалко Степаніч, тричі посаднічував в Новгороді, змагаючись з боярином Мірошко Несдінічем. Твердислав вперше став посадником у 1209 році і в 1210 році брав участь у вдалому поході новгородців на Литву. У 1211 році Твердислав добровільно поступився посадництва «найстаршому себе» Дмитру Якуніну, який повернувся до Новгорода з Низової Русі. У 1214 році Твердислав знову зайняв місце посадника і з цих пір незмінно повертається на цю посаду всякий раз, як керована ним партія бере гору над супротивниками. У 1214 році, коли князь Мстислав Романович водив новгородську рать на Київ проти Всеволода-Данила Святославича, Твердислав попередив готовий спалахнути під час походу розрив новгородців з князем. Згодом Твердислав не раз піддавався звинуваченням у прагненнях підтримувати в Новгороді силу князівської влади.
У 1218 поголоска приписала Твердислава видачу князю якогось Матвія Душільцевіча, чомусь втік з Новгорода, але спійманого і насильно повернутого. Це порушило страшне хвилювання в Новгороді. Торгова сторона і Неревський кінець повстали на жителів Софійській боку, з яких особливо Людин кінець і Пруси підтримували Твердислава. У міських воріт розігралася січа, після якої цілий тиждень на вічових зборах обговорювалася ступінь вини Твердислава. Раптово князь заявив, що він віднімає посадництва у Твердислава. Протест проти цього самовладного втручання князя об'єднав всі партії — і Твердислав залишився посадником за наполяганням віча.
У 1219 році Твердислав позбувся своєї посади: його звинуватили в тому, що він разом з тисяцьким Якуном Намнежичем порадив суздальським князям Юрію і Ярославу не пропускати через свої володіння новгородця Семьюна Емінова, який з дружиною вирушив у похід в Тоймакари.
У 1220 році Твердислав повернувся на посадництво, але не надовго; цього разу сам князь Всеволод Мстиславич «в'зваді все місто, хоча убити Твердислава». Хворого Твердислава на санях привезли на віче. «Знову Пруси і Людин кінець встали за нього проти Неревського кінця і Торгового боку». Архієпископ Митрофан влаштував примирення між князем і Твердиславом, але останній, посилаючись на хворобу, остаточно усунувся від політичної діяльності і постригся в Арказький (Аркадієвий) монастир.
Політична діяльність Твердислава збіглася з крайнім загостренням партійної боротьби. Предмет цієї боротьби і роль в ній його самого суперечна висвітлюються дослідниками. Усі згодні, що партія Твердислава в більшості випадків підтримувала в Новгороді князів, ворожих суздальської лінії, але в той час, як одні бачать в Твердиславі вождя бояр, інші вважають його представником інтересів демократичної партії, саме тієї її фракції, яка шукала в князівської влади опори проти боярської олігархії.